# Crandelles
Crandelles é uma comuna francesa na região administrativa de Auvérnia-Ródano-Alpes, no departamento de Cantal. Estende-se por uma área de 12,44 km². Em 2010 a comuna tinha 870 habitantes (densidade: 69,9 hab./km²).